# Кервансарай
Кервансарай (на персийски: كاروانسرا, kārvānsarā; на турски: kervansaray) е голяма обществена сграда в Азия, Северна Африка и Балканския полуостров, в градовете, на пътищата или извън населените места, която служи като място за хранене и преспиване на пътници и търговски кервани.
Обикновено има квадратен вътрешен двор с места, където пристигналите могат да оставят конете, слугите и стоката си. В кервансараите има фураж за животните и магазинчета, където пътниците и търговците могат да си закупят провизии за пътуването, както и да предлагат стоката си. Понякога в кервансараите има и бани. Портата е достатъчно голяма, за да могат през нея да преминат тежко натоварени животни, като камилите.
В превод от турски кервансарай значи дворец за кервани. Персийската дума kārvānsarā е сложна и съдържа думите kārvān (керван) и sara (сграда с вътрешен двор).